# Galeria Victoria w Wałbrzychu
Galeria Victoria – galeria handlowa w Wałbrzychu przy ulicy 1 Maja 64, na obrzeżach śródmieścia. Pierwsze największe centrum handlowo-usługowo-rozrywkowe w rejonie Sudetów. Budowę zaczęto w lutym 2009 roku, oficjalne otwarcie nastąpiło 16 października 2010 roku. Generalnym wykonawcą obiektu było przedsiębiorstwo Erbud, a wartość kontraktu opiewała na kwotę 229 mln zł netto. Obiekt powstał częściowo na terenie starej nieistniejącej kopalni o nazwie Maria (Hans Heinrich und Marie Schacht).
Galeria posiada liczne butiki znanych marek światowych i polskich. W każdy weekend w galerii odbywają się różnego rodzaju imprezy, wystawy. Zarządcą jest Keen Property Partners Retail (KPP Retail).

## Opis
Galeria jest położona na 10-hektarowej działce, przy drodze wojewódzkiej nr 367 oraz pobliskiej drodze krajowej 35 prowadzącej do granicy z Czechami.
W skład kompleksu wchodzą:
- Główny budynek galerii o powierzchni 80 tysięcy m² o powierzchni najmu 43 tysiące m². Składa się z dwóch poziomów i podziemnego parkingu. Mieści się tam około 100 sklepów.
  - Multipleks Cinema City z 7 salami.
  - Food Court przeszklona część restauracyjna z barami, kawiarniami i restauracjami, połączona mostem pieszym z tarasem dla pieszych oraz przejściem do ulicy 1 Maja.
  - Szkoła Tańca Havana.
  - Park Zabaw i Rozrywki dla dzieci „Kinderplaneta”
  - Market Intermarché.
  - Liczne butiki i sklepy znanych marek – odzieży, sprzętu RTV i AGD, biżuterii, galanterii, kosmetyków.
- Dwa budynki przyboczne w których znajdują się punkty usługowo – handlowe m.in. dwupoziomowy sklep Agata Meble supermarket dekoracyjny JYSK, oraz sieci odzieżowo-przemysłowe Kik Textilien i PEPCO.
- Budynek pięciokondygnacyjnego hotelu sieci ibis Styles (drugi w Polsce).
- Amfiteatr, na którym odbywają się latem różnego rodzaju imprezy.
- Sztuczne zimowe lodowisko.
- Fontanna kolorowa sterowana komputerem.
- Parking zewnętrzny i podziemny.

Na terenie galerii, zlokalizowane są przystanki autobusowe, do galerii dojeżdża bezpłatny oznakowany autobus oraz komunikacja miejska.
W pobliżu galerii planowane jest budowa apartamentowców oraz budowany jest łącznik drogowy, który połączy lepszy dojazd do planowanego „Centrum Przesiadkowego” i Parkiem Wielokulturowym Stara Kopalnia.

## Nagrody i wyróżnienia
- 2014 roku Galeria Victoria zajęła 1. miejsce spośród 83 zgłoszonych Galerii w rankingu „Najlepsza galeria handlowa w Polsce 2014” organizowanym przez zumi[3].
- 2011 roku. Nagroda w konkursie 2010 CEE Retail Real Estate Awards zorganizowanym przez Europaproperty.com Galeria Victoria otrzymała dwa tytuły: „Projekt Roku” oraz „Najlepsze Centrum Handlowe Średniej Wielkości”.
- 2011 rok. Nagroda w konkursie PRCH Retail Awards organizowanym przez Polską Radę Centrów Handlowych – galerii przyznano nagrodę w kategorii „Marketing, Kampania Otwarcia Centrum Handlowego” za kampanię „Moja, Twoja, Nasza” oraz wyróżnienie w kategorii „Nowe Centrum Handlowe Roku”.
- 2010 roku przyznano nagrodę dla najlepszego centrum handlowego w Polsce Best Shopping Center Development w konkursie CIJ Awards Poland, zorganizowanego przez Central & Eastern European Construction & Investment Journal